# 玫瑰岩螺
玫瑰岩螺（学名：Drupa rubusidaea），是新腹足目骨螺科岩螺属的一种。主要分布于中国大陆、台湾，常栖息在低潮线下。